# El Palomar
El Palomar är en ort i Mexiko.   Den ligger i kommunen Villa del Carbón och delstaten Mexiko, i den sydöstra delen av landet, 50 km nordväst om huvudstaden Mexico City. El Palomar ligger 2 248 meter över havet och antalet invånare är 116.
Terrängen runt El Palomar är kuperad åt nordväst, men åt sydost är den platt. El Palomar ligger nere i en dal. Runt El Palomar är det ganska tätbefolkat, med 207 invånare per kvadratkilometer. Närmaste större samhälle är Colonia Santa Teresa, 19,8 km öster om El Palomar. I omgivningarna runt El Palomar växer huvudsakligen savannskog.